# Montescot
Montescot – miejscowość i gmina we Francji, w regionie Oksytania, w departamencie Pireneje Wschodnie.
Według danych na rok 1990 gminę zamieszkiwało 1128 osób, a gęstość zaludnienia wynosiła 187 osób/km² (wśród 1545 gmin Langwedocji-Roussillon Montescot plasuje się na 306. miejscu pod względem liczby ludności, natomiast pod względem powierzchni na miejscu 964.).

## Populacja

Populacja Montescot w latach 1962–2008